# Tugimaantee 13
De Tugimaantee 13 is een secundaire weg in Estland. De weg loopt van Jõelähtme naar Käravete en is 52,7 kilometer lang. 